# Microperoryctes
Genre
Microperoryctes est un genre de mammifères marsupiaux de la famille des Peroryctidae.

## Liste d'espèces
- Microperoryctes longicauda - Bandicoot rayé
- Microperoryctes murina
- Microperoryctes papuensis